# Isaj Berg
Isaj Dawidowicz Berg, ros. Исай Давидович Берг (ur. 1905 w Moskwie, zm. 7 marca 1939 tamże) – funkcjonariusz radzieckich organów bezpieczeństwa, starszy porucznik bezpieczeństwa państwowego (1938), jeden z głównych katów poligonu Butowo. Został rozstrzelany w 1939 roku podczas ostatniego etapu czystek personalnych w NKWD.

## Życiorys
Urodzony w 1905 roku w Moskwie w rodzinie żydowskiej. Miał braci Jakowa i Łazara.
W 1920 roku wstąpił do Armii Czerwonej, od 1925 był dowódcą plutonu. Od 1930 członek WKP (b).
Od 1934 roku pracował w moskiewskim zarządzie obwodowym NKWD jako naczelnik wydziału administracyjno-gospodarczego. W kwietniu 1936 otrzymał stopień młodszego porucznika bezpieczeństwa państwowego. Do 9 listopada 1936 roku był pełnomocnikiem operacyjnym kuncewskiego oddziału rejonowego NKWD obwodu moskiewskiego. Od 9 listopada 1936 do 25 sierpnia 1937 szef wieriejskiego oddziału rejonowego zarządu NKWD obwodu moskiewskiego. Od 2 września 1937 roku inspektor zarządu NKWD obwodu moskiewskiego, od sierpnia 1937 do sierpnia 1938 szef oddziału administracyjno-gospodarczego NKWD obwodu moskiewskiego. 2 grudnia 1937 roku otrzymał stopień porucznika bezpieczeństwa państwowego. Według wersji zamieszczonych w publikacjach prasowych Berg kierował grupą funkcjonariuszy na poligonie Butowo, która zajmowała się wykonywaniem wyroków śmierci zasądzonych przez „trójki” NKWD obwodu moskiewskiego i centralną „dwójkę” NKWD ZSRR w Moskwie.
Został usunięty ze stanowiska „za udział w libacji alkoholowej i nieprzyzwoite zachowanie w mieszkaniu kolegi”, o czym wcześniej poinformowała władze jego własna teściowa. Aresztowany 4 sierpnia 1938 roku. Później do pospolitych oskarżeń dodano zarzut „udziału w terrorystycznej organizacji trockistowskiej działającej w wydziale NKWD w obwodzie moskiewskim”.
Na mocy wyroku Kolegium Wojskowego Sądu Najwyższego ZSRR został rozstrzelany 7 marca 1939 roku. Miejscem pochówku jest zbiorowa mogiła niechcianych prochów nr 1 przy krematorium cmentarza Donskiego.
Po śmierci Józefa Stalina rodzina Bergów próbowała poruszyć kwestię jego rehabilitacji, której początkowo odmawiano, ale po pośmiertnej rehabilitacji byłego szefa NKWD obwodu moskiewskiego, Stanisława Redensa, również Berg został zrehabilitowany 6 czerwca 1962 roku.

## Oskarżenia o wynalezienie mobilnej komory gazowej
Istnieje wersja mówiąca o tym, że Berg był „wynalazcą” mobilnej komory gazowej. Nakazał skonstruowanie samochodu, który wyglądał jak furgonetka rozwożąca chleb, lecz jego rura wydechowa została skierowana do środka samochodu, a ludzie, którzy znajdowali się w środku, zostali zatruci spalinami. Jeśli ofiary nie umierały z uduszenia, to znajdowały się w stanie półświadomości, co ułatwiało ich mordowanie. W 1938 roku Berg został oskarżony m.in. o wynalezienie „duszegubki”, jak w języku rosyjskim określa się ten pojazd.
W 1993 roku, odpowiadając na pytanie czytelnika gazety „Argumienty i fakty”, podpułkownik A. Oligow z Federalnej Służby Ochrony Federacji Rosyjskiej argumentował, że „rzeczywiście, ojcem »duszegubki« – specjalnie wyposażonej furgonetki z rurą wydechową wprowadzoną do nadwozia – był szef wydziału administracyjno-ekonomicznego administracji NKWD na Moskwę i obwód moskiewski I. D. Berg, wskazując, że „zgodnie z przeznaczeniem – niszczeniem ludzi – „duszegubka” została po raz pierwszy użyta w 1936 roku”. Z kolei autorzy książki Encikłopiedija zabłużdienij. Trietij riejch (Encyklopedia urojeń. Trzecia Rzesza) L. B. Lichaczowa i historyk M. A. Sołowiej skrytykowali wypowiedź Oligowa, zauważając, że pomimo faktu, iż w odniesieniu do Berga „istnieje wersja, że został skazany na śmierć właśnie za wynalezienie komory gazowej”, niemniej jednak „sam oskarżony zaprzeczył temu przed sądem”. Ponadto w 1956 roku jego sprawa została rozpatrzona przez sąd i „również nie udowodniono udziału Berga w wynalezieni »gasenwagenów«”. Jednak wersję o wykorzystaniu spalin samochodowych do zabijania więźniów przez Berga popiera brytyjska historyczka Catherine Merridale. Z kolei kanadyjski historyk Robert Gellatly napisał, że „władze sowieckie czasami używały furgonetki z gazem (duszegubka), jak w Moskwie w latach trzydziestych XX wieku, ale żeby odpowiedzieć na pytanie, na jaką skalę, potrzeba dalszych badań”. Zaznaczył jednocześnie, że podczas Akcji T-4 w okupowanej Polsce naziści dążyli do bardziej efektywnego i bardziej skrywanego procesu eksterminacji ludzi i tym samym „wynaleźli pierwszą mobilną komorę gazową, po raz pierwszy użytą przez Herberta Langego w styczniu 1940 roku w Kraju Warty”.